# Trafún Grande
Trafún Grande es un caserío rural de origen mapuche ubicado en la zona cordillerana en la comuna de Panguipulli. Cerca de este caserío se encuentra también el de Trafún Chico.
Aquí se encuentra la estación médico rural de Trafún y la escuela rural Trafún.

## Hidrología
Trafún Grande se encuentra junto al río Reyehueico.

## Accesibilidad y transporte
Trafún Grande se encuentra a 61,3 km de la ciudad de Panguipulli a través de la Ruta 201.
El camino de acceso se encuentra por la localidad de Llonquén.